# Robert F. Guichard
Robert F. Guichard fue un secretario en la Cámara de Representantes de Luisiana, legislador estatal y funcionario público en Luisiana. Era republicano.
El consiguió representar a la parroquia de St. Bernard en la Cámara de Representantes de Luisiana de 1872 a 1874 y en el Senado de Luisiana de 1884 a 1892.
Además, firmó una apelación al gobernador William Pitt Kellogg en 1875.
Guichard se define como superintendent parroquial de educación. 
Leopold Guichard fue uno de los representantes de la parroquia de Saint Bernard en la Convención Constitucional de Luisiana de 1868. 